# Duggingen
Duggingen ist eine politische Gemeinde im Bezirk Laufen des Kantons Basel-Landschaft in der Schweiz.

## Geographie

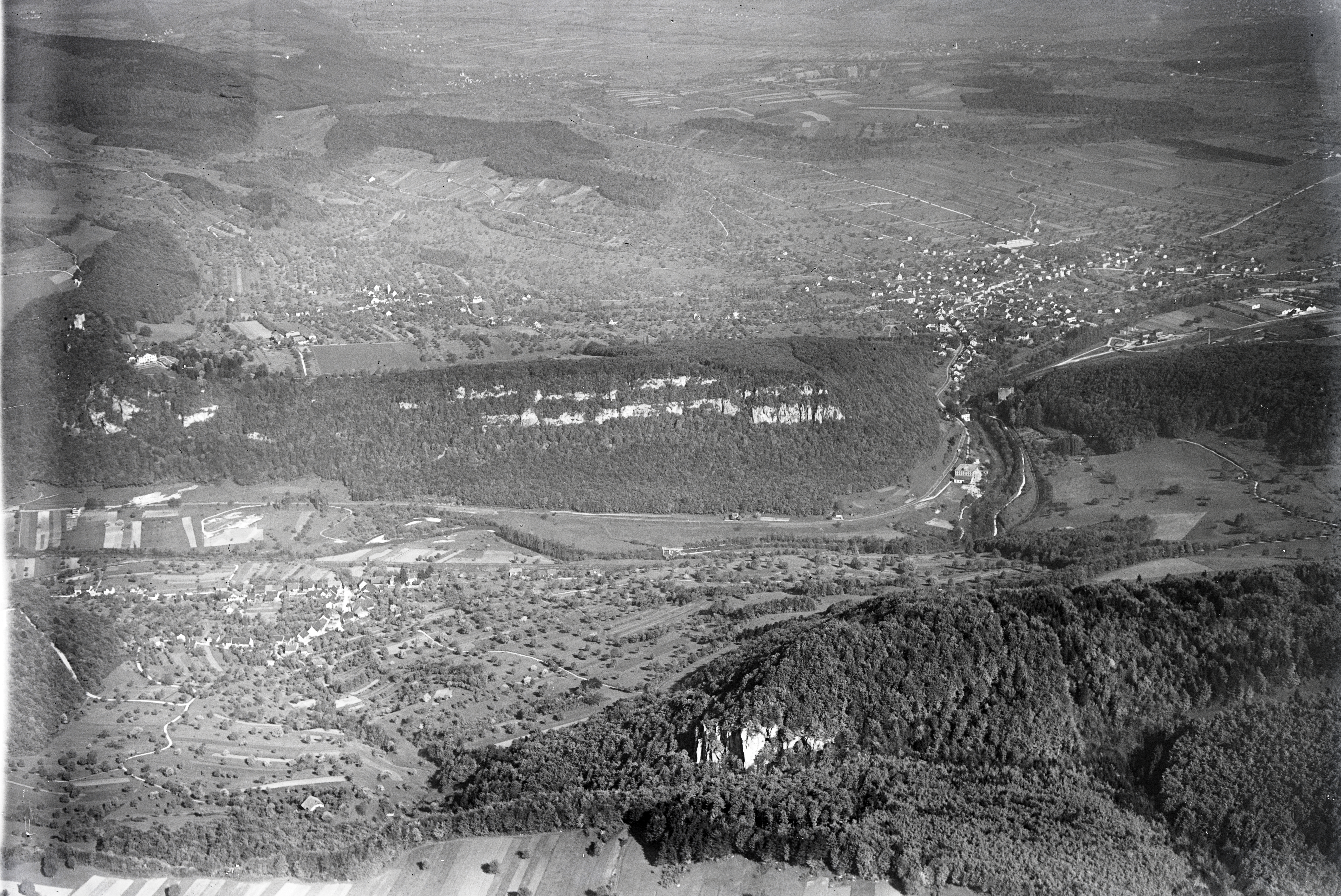
Historisches Luftbild aus 900 m von Walter Mittelholzer von 1930

Duggingen grenzt an die Gemeinden Aesch, Pfeffingen, Grellingen, Seewen, Hochwald, Dornach und Himmelried.
Die Fläche des Gemeindegebiets beträgt 586 Hektaren, davon sind 28 % Landwirtschaftsfläche, 56 % Wald, 14 % Bauzone und 2 % unproduktive Fläche.
Duggingen ist wegen der ländlichen Lage und den gut durchdachten Zonenvorschriften ein typisches Einfamilienhausdorf. Die grossen, voll erschlossenen Baulandgebiete machen Duggingen derzeit zu einem attraktiven Ort für Zuzüger. Die Landpreise sind im Vergleich zu den benachbarten Gemeinden Arlesheim und Aesch mit Quadratmeterpreisen von 400–650 Schweizer Franken moderat.

## Geschichte
1330 wurde die Gemeinde – als «Tuggingen» – erstmals urkundlich erwähnt. Archäologische Funde belegen aber, dass die Gegend bereits von den Römern besiedelt war. Duggingen gehörte zur Herrschaft von Pfeffingen und somit zum Bistum Basel. Das Lehen hatten ab 1330 die Ritter Jakob und Johannes von Hofstetten, zusätzlich wurden Lehnsherren des Bischofs eingesetzt: die Herren von Bärenfels, von Angenstein und von Thierstein sowie vorübergehend Heinrich von Ostheim, ein Diener von Graf Heinrich von Thierstein. 1815 wurde die Gemeinde durch Entscheid des Wiener Kongresses dem Kanton Bern zugeordnet. In der Frage des Kantonswechsels des Laufentals lehnte die Gemeinde bei der ersten Laufental-Abstimmung 1983 den Beitritt zum Kanton Basel-Landschaft ab, stimmte diesem aber sechs Jahre später zu. Der Wechsel erfolgte 1994.

## Wappen
Seit 1946 hat Duggingen ein offizielles Wappen. Es zeigt einen aufrechten schwarzen Bären mit roten Krallen und roter Zunge auf einem roten Dreiberg, vor goldenem Grund. Dies ist das Wappen der Herren von Bärenfels und wird erstmals im Jahr 1305 offiziell erwähnt.

## Bevölkerung
Zu den Dugginger Geschlechtern gehören die Familien Hofner, Ruetsch, Saladin und Zeugin, welche heute noch im Dorf lebende Bürger stellen. Die Bevölkerung hat in den letzten Jahren, bedingt durch reichliches Baulandangebot, stark zugenommen. Die Gemeinde ist mit ihren Infrastrukturen für eine Bevölkerungszahl bis zu 1600 Personen eingerichtet. Der Ausländeranteil beträgt 22,4 % (Stand 2023).

## Politik
Gemeindepräsident ist Matthias Gysin (Stand 2025).
Bei den Schweizer Parlamentswahlen 2023 betrugen die Wähleranteile in Duggingen: SVP 33,4 % (2019 31,8 %), SP 19,2 % (16,9 %), Mitte 12,2 % (10,3 %), Grüne 11,5 % (16,9 %), FDP 10,4 % (14,8 %), glp 9,6 % (6,6 %), EVP 2,5 % (2,7 %), EDU 0,0 % (–).

## Verkehr
Duggingen ist durch die Jurabahn, Regionallinie S 3, in nur 15 Minuten von der Stadt Basel erschlossen. Die Autobahn A18 endet beim Schloss Angenstein und ist von Duggingen aus in zwei Fahrminuten erreichbar. Die Autobahn ist ab Reinach voll ausgebaut. Die Stadt Basel ist in ungefähr zehn Fahrminuten zu erreichen.

## Sehenswürdigkeiten

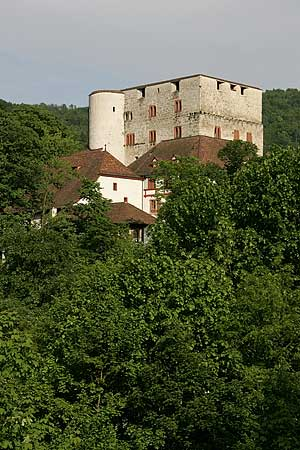
Schloss Angenstein in Duggingen

- Schloss Angenstein
- Ruine Bärenfels

## Persönlichkeiten
- Celestino Piatti (1922–2007), Schweizer Grafiker, Maler und Buchgestalter
- Christian Zeugin (* 1970), Schweizer Radiomoderator

## Einzelnachweise

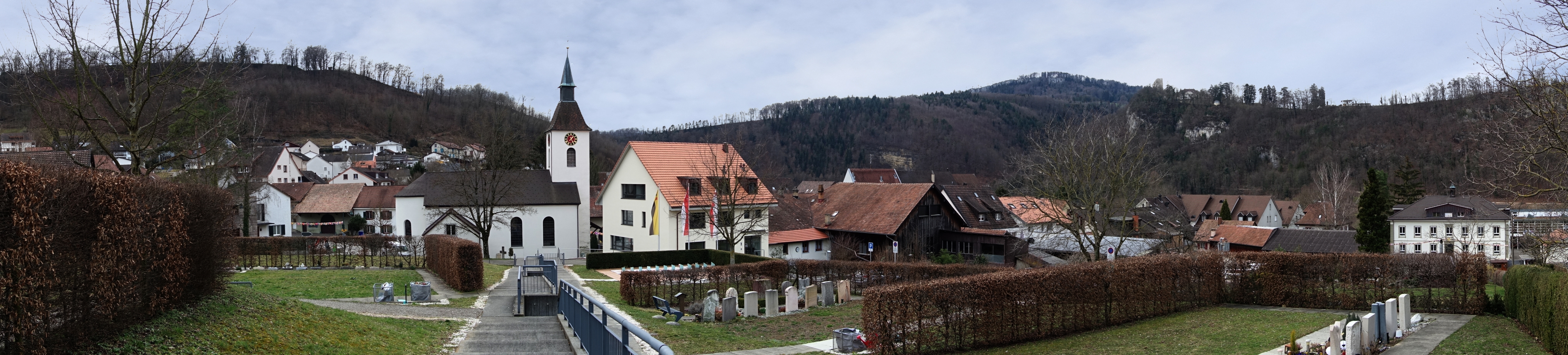
Panorama